# 1482 az irodalomban
Az 1482. év az irodalomban.

## Születések
- 1482 – Bernardim Ribeiro portugál költő, író († 1552)